# Marian Henel
Marian Henel (ur. 6 września 1926 w Przystajni, zm. 21 maja 1993 w Branicach) – artysta samouk, prymitywista, twórca gobelinów. Znany także jako Lubieżnik z Branic oraz Maniuś. Chorował na zaburzenia osobowości o charakterze dewiacji seksualnych. Od 1960 roku, aż do śmierci, był pacjentem, a następnie rezydentem Szpitala dla Psychicznie i Nerwowo Chorych w Branicach. W trakcie terapii ujawnił się jego talent artystyczny. W latach 70. zaczął tkać wielkich rozmiarów gobeliny o tematyce erotycznej i psychopatologicznej. Był również twórcą erotycznych autoportretów w przebraniu, które rejestrował aparatem fotograficznym.
Jego prace wystawiane były m.in. w Muzeum Sztuki Współczesnej w Krakowie MOCAK („Zbrodnia w sztuce”, 2014), Muzeum Śląskim w Katowicach („Nie jestem już psem”, 2017) czy Muzeum Sztuki Nowoczesnej w Warszawie (wystawa „Opowieści okrutne. Aleksandra Waliszewska i symbolizm Wschodu i Północy”, 2022). 
Postać artysty i jego sztuka została przedstawiona w reportażu telewizyjnym pt. „Maniuś” z 1993 roku, zrealizowanym przez Jerzego Boguckiego dla drugiego programu Telewizji Polskiej.